# Tama (Tòquio)
La ciutat de Tama (en japonès: 多摩市, Tama-shi) és un municipi situat en la part occidental de la Prefectura de Tòquio. A l'1 de frebrer de 2016 la ciutat tenia una població aproximada de 147.953 persones. La seua àrea total és de 21,01 km².

## Geografia
Tama es troba a les faldes de les muntanyes Okutama, conegudes com els turons de Tama, que es reparteixen entre Tòquio i la Prefectura de Kanagawa. La regió sencera es històricament anomenada amb el nom de Tama, per això, n'hi han molts llocs pels voltants amb el mot "Tama" a la seua toponimia, sense estar dins dels límits del municipi de Tama. El riu Tama marca els límits al nord de la ciutat i al sud, limitant amb la Prefectura de Kanagawa. A la zona sud es troba la Ciutat Nova de Tama, una ciutat dormitori construïda durant els anys 70. Les poblacions amb les que limita són: Inagi, Fuchū, Hachiōji, Machida i Hino, totes elles a la Prefectura de Tòquio i amb Kawasaki, a la Prefectura de Kanagawa.

## Història
L'Actual àrea de Tama fou part de l'antiga Província de Musashi. En la reforma del cadastre de l'era Meiji, el 22 de juliol de 1878, l'àrea passà a formar part del districte de Minamitama (Tama-sud), a la Prefectura de Kanagawa. El municipi de Tama fou creat l'1 d'abril de 1889, amb la creació de la llei de municipis. L'administració del districte de Minamitama fou transferia l'1 d'abril de 1893 a la Prefectura de Tòquio. L'1 d'abril de 1964, Tama pujà a l'estatus de poble segons la llei japonesa. La construcció de la Ciutat Nova de Tama començà el 1966 i els primers habitants s'establiren cap el 1971. L'1 de novembre de 1971, la classificació de Tama passà de poble a ciutat.

## Administració

### Batlles
| Nom | Nom             | Inici | Fi   |
| --- | --------------- | ----- | ---- |
|     | Kôhan Hôya      | 2001  | 2005 |
|     | Kôji Sakaguchi  | 2005  | 2013 |
|     | Kôichi Maruyama | 2013  | Ara  |

### Assemblea municipal
| Partit | Partit                                           | Partit  | Membres |
| ------ | ------------------------------------------------ | ------- | ------- |
|        | Partit Liberal Democràtic                        | PLD     | 7 / 26  |
|        | Partit Comunista Japonés                         | PCJ     | 5 / 26  |
|        | Kōmeitō                                          | KMT     | 5 / 26  |
|        | Política Municipal Justa                         | Ind     | 4 / 26  |
|        | Tokyo Seikatsusha Network-Partit Socialdemòcrata | NET-PSD | 3 / 26  |
|        | Grup "Construïm una Tama saludable"              | Ind     | 1 / 26  |
|        | Independents                                     | Ind     | 1 / 26  |
|        | Escons vacants                                   |         | 0 / 26  |